# Tarte aux patates douces
La tarte aux patates douces est un dessert traditionnel, originaire du Sud des États-Unis. Cette tarte est souvent servie pendant la période des fêtes, notamment à Thanksgiving et à Noël à la place de la tarte à la citrouille, qui est plus traditionnelle dans d'autres régions des États-Unis.
La tarte est composée d'une abaisse de pâte et d'une garniture composée d'une purée de patate douce, de lait concentré, de sucre, d'épices tels que la noix de muscade, et d'œufs. D'autres ingrédients sont possibles, comme des extraits de vanille ou de citron. La garniture de crème pâtissière cuite au four peut varier de légère et soyeuse à dense, selon le ratio de purée de patate douce, de lait et d'œufs dans la recette.

## Histoire
Bien que les recettes de tartes aux légumes crémeuses remontent à la cuisine médiévale européenne, la tarte aux patates douces apparaît d'abord dans le sud des États-Unis au début de l'époque coloniale. Comme beaucoup de recettes à base de patates douces, cette tarte a probablement été créée par des esclaves afro-américains à partir d'influences culinaires africaines traditionnelles, comme alternative à l'igname africaine, ce qui en fait un aliment de base de la soul food actuelle. Les recettes de tartes aux patates douces sont apparues pour la première fois dans des livres de cuisine imprimés au XVIIIe siècle, dans lesquels elles figuraient parmi les plats de légumes salés. Au XIXe siècle, la tarte aux patates douces était plus communément classée comme un dessert.
Une variante est la tarte hawaïenne aux patates douces garnie de haupia.